# World War Joy
World War Joy är det tredje studioalbumet av den amerikanska DJ-duon The Chainsmokers. Albumet släpptes den 6 december 2019, men i likhet med bandets föregående album Sick Boy släpptes albumet ungefär en singel per månad i taget. Sex singlar släpptes under månaderna februari till november, och resterande fyra i december.
Albumet innehåller samarbeten med bland annat Blink-182, Kygo, Illenium, 5 Seconds of Summer och Bebe Rexha.

## Bakgrund

### Marknadsföring och släpp
Efter att ha färdigställt sitt andra album Sick Boy i december 2018 började bandet snabbt marknadsföra sitt tredje album. Mindre än två månader efter albumet färdigställts med släppet av Hope, ett samarbete med den svenska sångerskan Winona Oak, avslöjades och släpptes albumets första singel Who Do You Love den 7 februari 2019. Låten är ett samarbete med den australienska rockgruppen 5 Seconds of Summer.
Därefter följde singlar i mars, april, maj, juli och november, samt de fyra sista samtidigt i december.
Albumet debuterade på förstaplatsen på Billboards "Top Dance/Electronic"-lista.

### Turné
Bandet åkte under hösten 2019 ut på turné genom USA och Kanada tillsammans med 5 Seconds of Summer och Lennon Stella för att marknadsföra albumet. Till skillnad från bandets andra turnéer som innehållit färdiginspelade DJ-set, var denna turnén fullt live.

## Låtlista[6][7]
| 1.           | The Reaper (med Amy Shark)                | 3:02  |
| 2.           | Family (med Kygo)                         | 3:14  |
| 3.           | See The Way (med Sabrina Claudio)         | 2:57  |
| 4.           | P.S. I Hope You're Happy (med Blink-182)  | 3:45  |
| 5.           | Push My Luck                              | 3:01  |
| 6.           | Takeaway (med Illenium & Lennon Stella)   | 3:29  |
| 7.           | Call You Mine (med Bebe Rexha)            | 3:37  |
| 8.           | Do You Mean (med Ty Dolla $ign & bülow)   | 3:13  |
| 9.           | Kills You Slowly                          | 3:33  |
| 10.          | Who Do You Love (med 5 Seconds of Summer) | 3:46  |
| Total längd: | Total längd:                              | 33:43 |

| 11.          | Closer (Tokyo Remix) (med Mackenyu Arata)               | 4:06  |
| 12.          | Takeaway (Sondr Remix) (med Illenium & Lennon Stella)   | 3:34  |
| 13.          | Push My Luck (TWINSICK Remix)                           | 3:22  |
| 14.          | Call You Mine (Keanu Silva Remix) (med Bebe Rexha)      | 2:49  |
| 15.          | Who Do You Love (R3HAB Remix) (med 5 Seconds of Summer) | 2:32  |
| Total längd: | Total längd:                                            | 50:09 |

## Singlar i kronologisk ordning[8]
1. Who Do You Love (med 5 Seconds of Summer) (7 februari)
2. Kills You Slowly (29 mars)
3. Do You Mean (med Ty Dolla $ign och bülow) (26 april)
4. Call You Mine (med Bebe Rexha) (31 maj)
5. Takeaway (med Illenium och Lennon Stella) (24 juli)
6. Push My Luck (8 november)
7. The Reaper (med Amy Shark) (6 december)
8. Family (med Kygo) (6 december)
9. See The Way (med Sabrina Claudio) (6 december)
10. P.S. I Hope You're Happy (med Blink-182) (6 december)